# Corrado Guzzanti

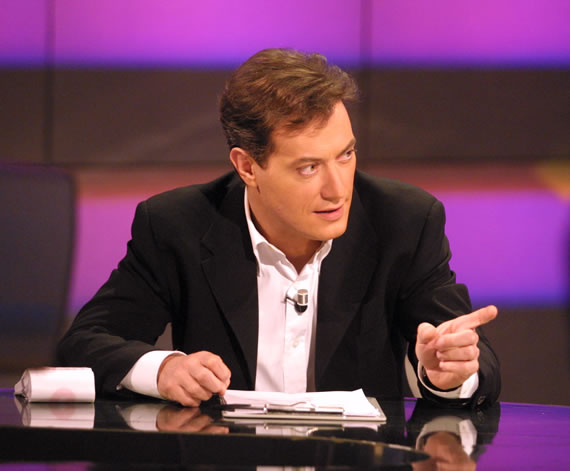
Corrado Guzzanti, 2007

Corrado Guzzanti (* 17. Mai 1965 in Rom) ist ein italienischer Schauspieler, Komödiant, Satiriker, Regisseur und Drehbuchschreiber.
Bekannt und populär in Italien ist er vor allem durch eine Vielzahl extrem unterschiedlicher Rollen, in denen er in Talk- und Satire-Shows des Fernsehens auftritt.

## Leben
Corrado Guzzanti wurde in Rom als Sohn des Journalisten und Senators Paolo Guzzanti geboren. Er studierte Philosophie an der Sapienza in Rom, verließ die Universität aber ohne Abschluss.
Seine Karriere beim Fernsehen begann er als Textschreiber für seine Schwester Sabina Guzzanti. Eine erste Rolle als Schauspieler bekam er 1991 in der Satireshow Rai 3 Avanzi des italienischen Fernsehens, die von Serena Dandini moderiert wurde und mit dem Telegatto als „Sendung des Jahres“ ausgezeichnet wurde. In vielen seiner folgenden TV-Shows, wie Tunnel, Maddecheaò, Pippo Chennedy Show und L'ottavo nano arbeitet er mit Serena Dandini zusammen.
2002 war er als Autor, Schauspieler und Co-Produzent an der TV-Show Il Caso Scafroglia beteiligt. Die Show war außerordentlich erfolgreich, machte ihn landesweit bekannt und entwickelte sich zu einem Webphänomen: „Im Netz haben sich die Seiten, die Zitate, Personen, Abschnitte, Sequenzen mit Rollen, die von Guzzanti verkörpert worden sind, vervielfacht“, schreibt die Filmkritikerin der Repubblica.
Zu den Personen, die er in Shows parodiert hat, zählen u. a. der Journalist und Unterstützer Silvio Berlusconis Emilio Fede, der Liedermacher Antonello Venditti, Francesco Rutelli,
Ministerpräsident und Kulturminister Italiens im Kabinett Prodi und Romano Prodi selbst, Fausto Bertinotti, der Gründer des Partito della Rifondazione Comunista, der Journalist und Kabarettist Gianfranco Funari, Gianni Baget Bozzo, Politiker, Priester, Professor für Exegese und katholische Theologie, der von Rom wegen Verstoß gegen die Normen seiner Kirche des Amtes enthoben wurde, Giulio Tremonti, mehrmals Minister im Kabinett Berlusconi und immer wieder Silvio Berlusconi selbst.
Außerdem schuf er eine Reihe von fiktionalen Charakteren, unter deren Namen er ebenfalls im Fernsehen auftritt.
2006 drehte er seinen ersten Spielfilm für das Kino,  Fascisti su Marte, der aus der Show  Il Caso Scafroglia hervorgegangen ist.

## Familie
Corrado Guzzanti ist der Sohn des Journalisten und Senators Paolo Guzzanti, der Neffe des ehemaligen Ministers Elio Guzzanti und Bruder von Sabina und Caterina Guzzanti, Komödiantinnen und Schauspielerinnen und ebenfalls Stars im italienischen Fernsehen.

## Schriften
- La seconda che hai detto! Il libro di Quélo e di altra gente in grossa grisi. Milano: Baldini & Gastoldi 1997. ISBN 88-8089-370-X.

## Filmografie
- 1998 Millenovecentonovantadieci, TV-Film, Regie, Drehbuch, Musik und Hauptdarsteller

- 2006: Fascisti su Marte, Drehbuch, Regie und Hauptdarsteller
- 2007–2011: Boris, Fernsehserie, 14 Episoden
- 2010: La passione, Schauspieler
- 2011: Boris – Il film, Schauspieler
- 2015: A Bigger Splash, Schauspieler
- 2016: Dov'è Mario? Fernsehserie, Drehbuch und Schauspieler
- 2018: La prima pietra, Schauspieler
- 2020: La concessione del telefono - C'era una volta Vigata, Schauspieler